# Anilios leucoproctus
Anilios leucoproctus är en ormart som beskrevs av Boulenger 1889. Anilios leucoproctus ingår i släktet Anilios och familjen maskormar. Inga underarter finns listade i Catalogue of Life.
Denna orm förekommer i Australien på norra Kap Yorkhalvön och på några öar i närheten. Arten lever i låglandet upp till 50 meter över havet. Anilios leucoproctus gräver i lövskiktet och i det översta jordlagret. Honor lägger ägg. Individerna blir vanligen 220 mm långa. Arten är brun på ovansidan och lite ljusare på undersidan. Vid ormens anus förekommer gula nyanser.
För beståndet är inga hot kända. IUCN listar arten som livskraftig (LC).